# サザーランド・スプリングス
サザーランド・スプリングス(英語：Sutherland Springs)は、アメリカ合衆国南部のテキサス州南東部のウィルソン北部に存在する非法人地域。
2017年の人口は600人。
州道87号と農道539号が交差する。
サン・アントニオ中心部の約34km東に位置する。
旧市街地はシボロ川北岸に造られたが、新市街地は南岸に造られた。

## 歴史
1851年、郵便局が設置された。

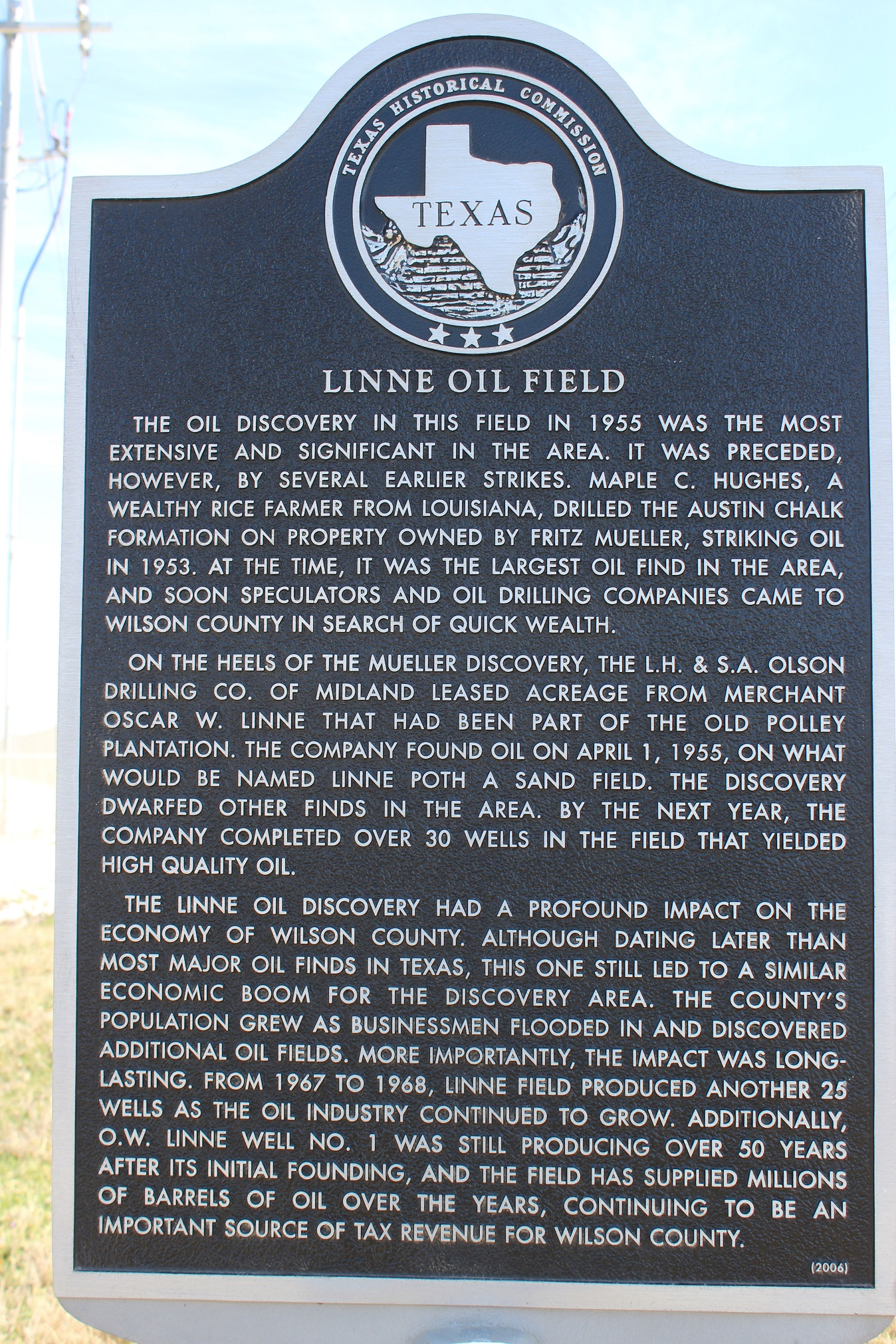
リンネ油田の石碑

1854年に設置され、開拓者のJohn Sutherland Jr.に因んで名付けられた。
2017年11月5日、Devin Patrick Kelleyが第一福音教会で銃を乱射し、26人を殺害、20人を負傷させた。
ケリーは直後に死亡した。

## 関連書籍
- "The Good Old Days a history of LaVernia," published by members of the Civic Government class at LaVernia High School for the 1936-37 academic school year.
- "Wilson County Centennial 1860-1960," published by the Wilson County Library; official centennial program handed out by the local community for the "100-year celebration" of the county's establishment.